# 국가국방관리센터

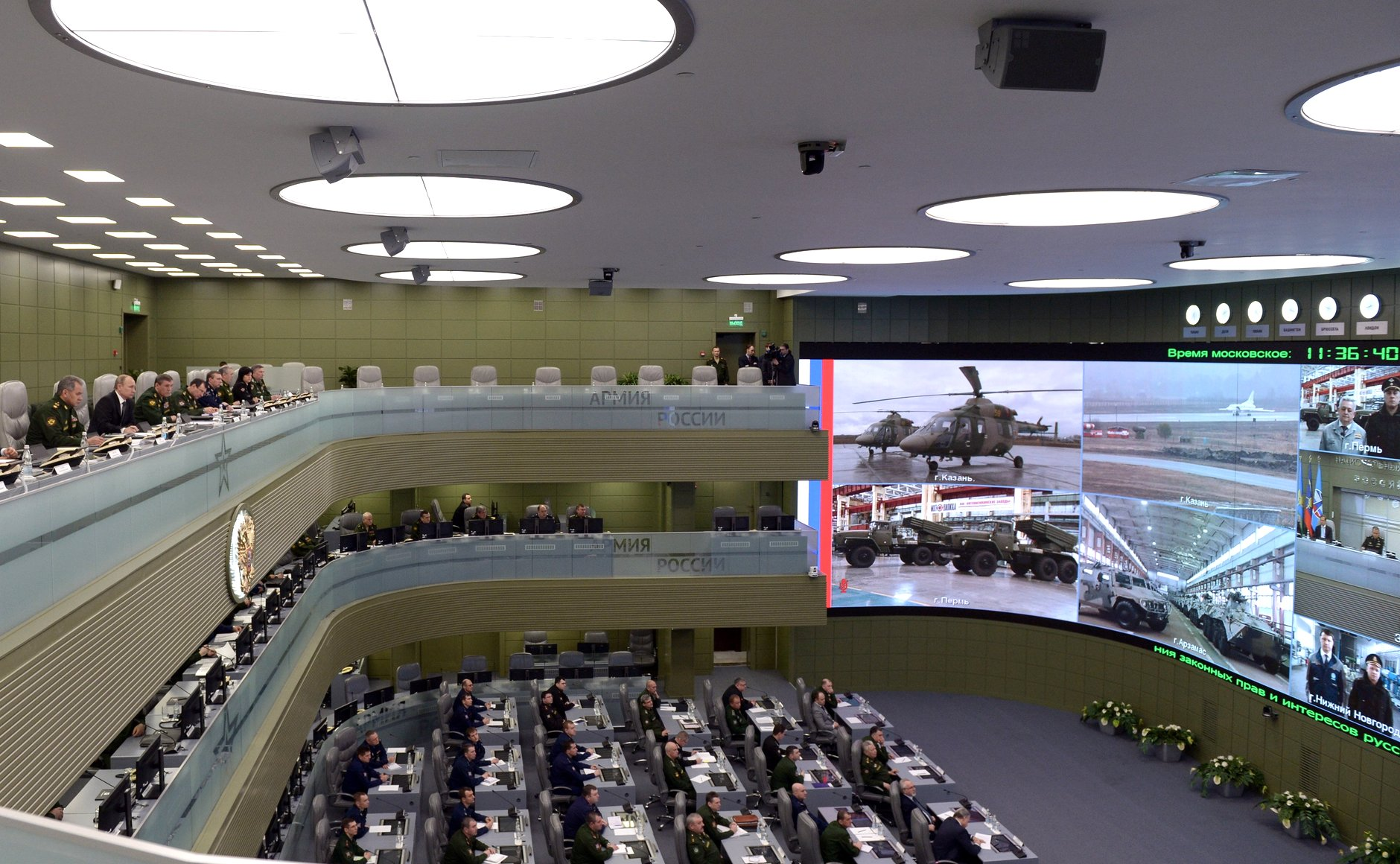
국가국방관리센터의 블라디미르 푸틴 대통령

국가국방관리센터(National Defense Management Center)는 러시아 국방부 청사 건물에 설치한 지휘 센터, 워 룸이다.

## 역사
2014년 12월 1일 신설했다. 통제실(Control room)이라고도 부른다. 드넓고 깨끗한 3층짜리 공간. 직선으로 빈틈없이 배열된 좌석에 제복을 입은 남성들이 앉아 헤드폰을 끼고 모니터를 바라보고 있다.
지하벙커의 제일 위에 위치해 있으며, 헬기 착륙장이 있다.
컴퓨터 네트워크는 2018년 러시아 육군의 OS로 채택된 아스트라 리눅스를 사용한다.
미국 일간 워싱턴포스트(WP)는 푸틴 대통령이 이곳에서 직접 러시아군의 시리아 공습을 지휘하는 모습이 마치 스탠리 큐브릭 감독의 영화 닥터 스트레인지러브에서 튀어나온 한 장면 같았다며 러시아군의 '워룸'을 상세히 소개했다.
로리 챌런스 알자지라 모스크바 특파원은 "아주 제임스 본드(영화 007 시리즈의 주인공)같은 새 지휘본부에서 시리아 공습에 관한 브리핑을 받는 푸틴"이라는 트위터 글을 올렸다.
모스크바 크렘린궁에서 자동차로 2시간 거리에 모스크바 러시아 국방부 건물이 있고, 여기에 국가국방관리센터라는 워룸이 있다.
워싱턴 DC의 백악관 근처에 버지니아주 펜타곤이 있고, 여기에 미국 국방부 지휘센터가 있다. 그러나 미국 국방부 지휘센터는 미국 대통령이 유사시 직접 장군들을 소집해 국가안보에 대한 회의를 열고, 직접 군부대에 명령을 하는 장소는 아니다.
한국도 서울 청와대 근처인 용산에 국방부 건물이 있고, 지하에 B2 벙커가 있지만, 러시아처럼 유사시 직접 대통령이 방문해 국가안보 회의를 개최하고 현장 부대에 실시간 명령을 전달하는 호화롭고 멋진 워룸은 아니다.

## 같이 보기
- 미국 국방부 지휘센터
- 지휘 센터